# 賴景陽
賴景陽（1941年—），臺灣動物學家、古生物學家，臺北市人，以研究貝類而聞名。

## 經歷
賴景陽畢業於國立臺灣師範大學物理學系，曾擔任華江女中教師、中國石油公司工程師。之後進入臺灣省立博物館擔任研究員及中華民國貝類學會（即後來的臺灣貝類學會）理事長，現已退休。中華民國貝類學會在賴景陽退休後，由藍子樵繼任理事長一職。

## 研究
賴景陽以研究貝類和古生物化石聞名。任職國立臺灣博物館期間發表數十篇台灣貝類與蝸牛相關研究論文。並且曾發現並命名鍾氏珠螺、鍾氏骨螺等貝類，並確認在高雄市甲仙區發現的翁戎螺化石為新種，命名為甲仙翁戎螺。

## 著作
- 《台灣的貝類》
- 《台灣的海螺》
- 《世界海貝名典》
- 《世界哺乳動物名典》，賴景陽，臺灣省立博物館，
- 《我要認識野外的動物》，賴景陽，渡假出版社，1994年，ISBN 9576231469
- 《貝類》，賴景陽，渡假出版社，1999年，ISBN 9576230322
- 《化石指南》，曾美惠，賴景陽，國立臺灣博物館，1999年，ISBN 9579497990
- 《台灣貝類圖鑑》，賴景陽，貓頭鷹出版社，2008年2月4日，ISBN 9789867001931
- 《貝殼的故事》，賴景陽，國立臺灣博物館，2009年7月，ISBN 9789860197741